# (2641) Lipschutz
(2641) Lipschutz es un asteroide perteneciente al cinturón de asteroides descubierto por el equipo del Indiana Asteroid Program desde el Observatorio Goethe Link de Brooklyn, Estados Unidos, el 4 de abril de 1949.

## Designación y nombre
Lipschutz recibió inicialmente la designación de 1949 GJ.
Más adelante se nombró en honor del geoquímico estadounidense Michael E. Lipschutz.

## Características orbitales
Lipschutz orbita a una distancia media de 2,378 ua del Sol, pudiendo alejarse hasta 2,697 ua y acercarse hasta 2,059 ua. Tiene una inclinación orbital de 9,027° y una excentricidad de 0,1341. Emplea en completar una órbita alrededor del Sol 1339 días.